# Dama de Cádiz
Als Dama de Cádiz (dt. Dame von Cádiz) wird, in Anlehnung an Dama genannte iberische Skulpturen des 4. Jahrhunderts v. Chr., ein anthropomorpher Sarkophag aus Marmor in Cádiz bezeichnet. Er stammt aus der Zeit der phönizischen Kolonie Gadir (Cádiz). Er ist einer der beiden in Spanien gefundenen phönizischen Sarkophage, die im Museum von Cádiz in Andalusien ausgestellt sind.

## Beschreibung
Die Sarkophage wurden in Sidon in Phönizien hergestellt. Die Tatsache, dass die Sarkophage Tausende von Kilometern von ihrem Fundort Ort entfernt angefertigt wurden, spricht für die Bedeutung, die Gadir hatte. Die Dame von Cádiz repräsentiert eine junge Frau, die in Marmor geschnitzt ist. Die Figur bewahrt die Reste der Farben, mit denen die Schnitzer das Weiß des Marmors belebten. Die Ausstattung der überlebensgroßen Skulptur ist einfach, da man in der phönizischen Gesellschaft den sozialen Status nicht durch Schmuck zeigte. Die Ausführung um das Jahr 470 v. Chr. stimmt überein mit ähnlichen Werken, die weltweit in einigen Museen erhalten sind.
Jüngste Untersuchungen zeigten, dass die Person im Sarkophag ein robuster Mann im Alter von etwa 45–50 Jahren ist.

Dama de Cádiz
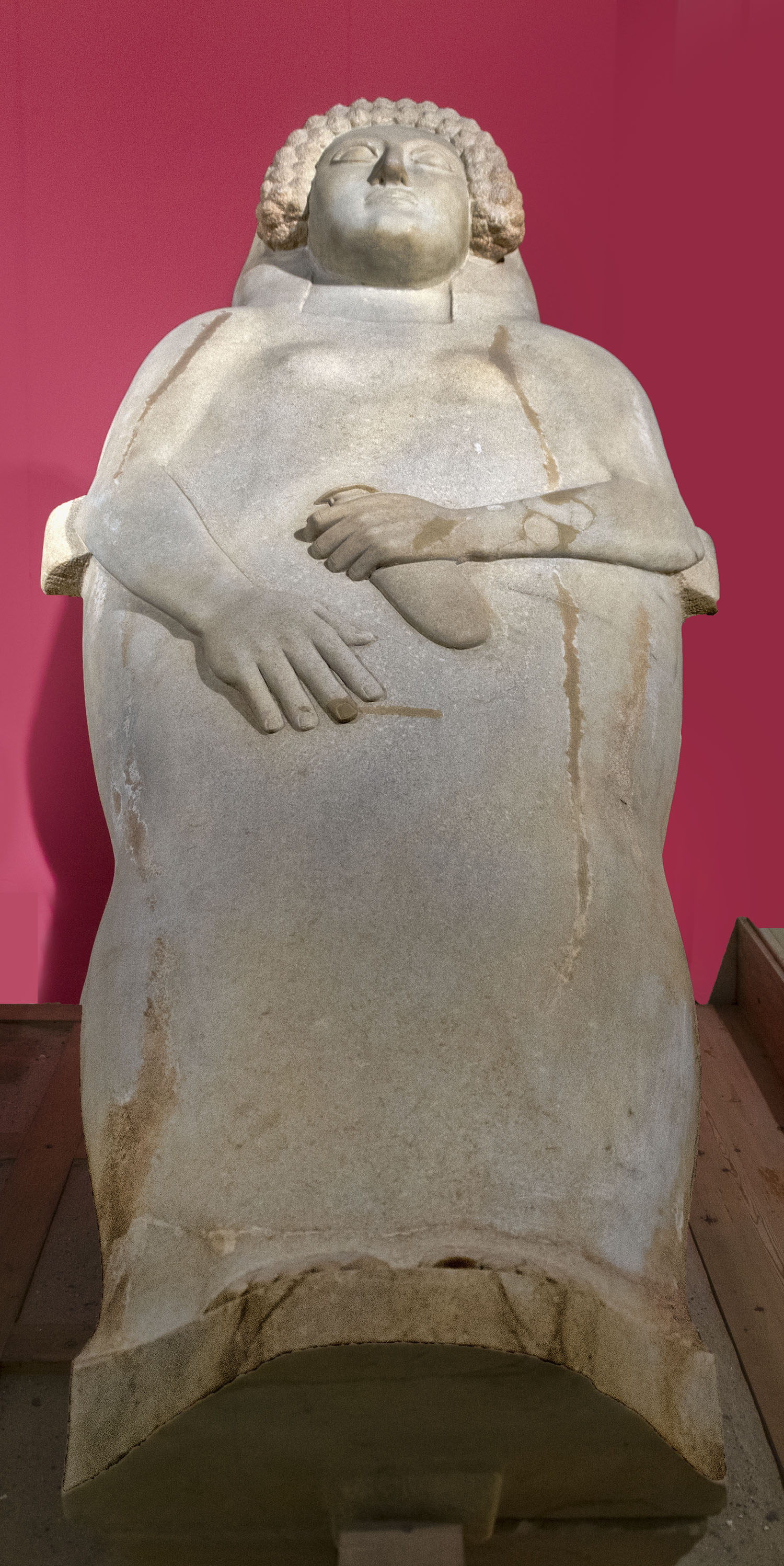
Die Dame
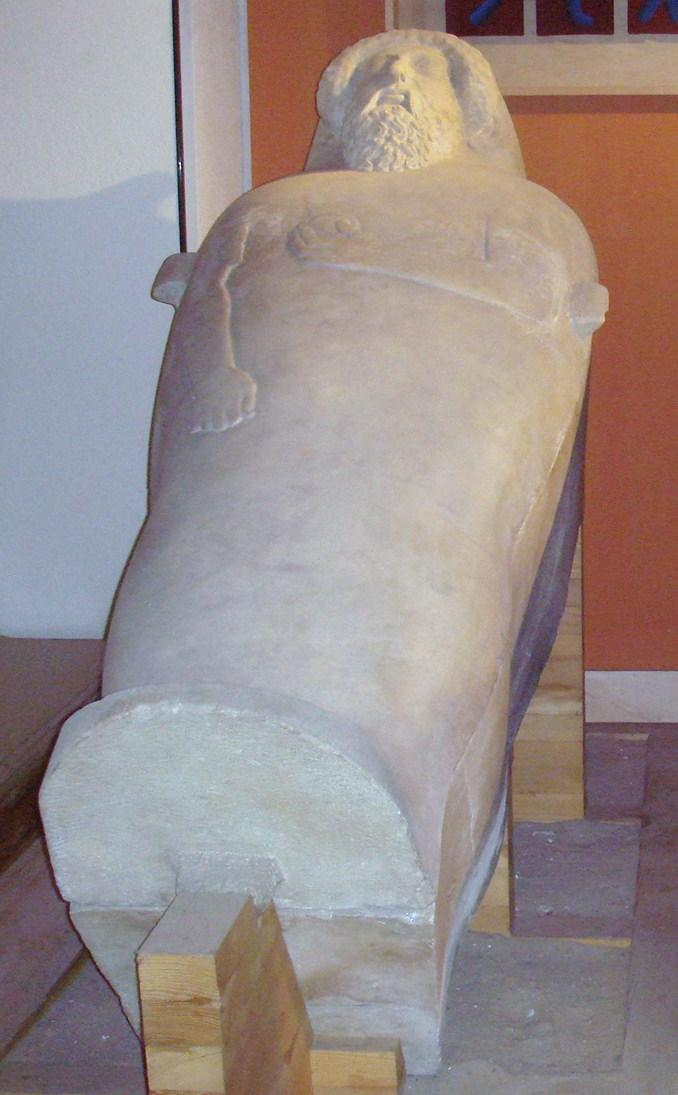
Der Mann
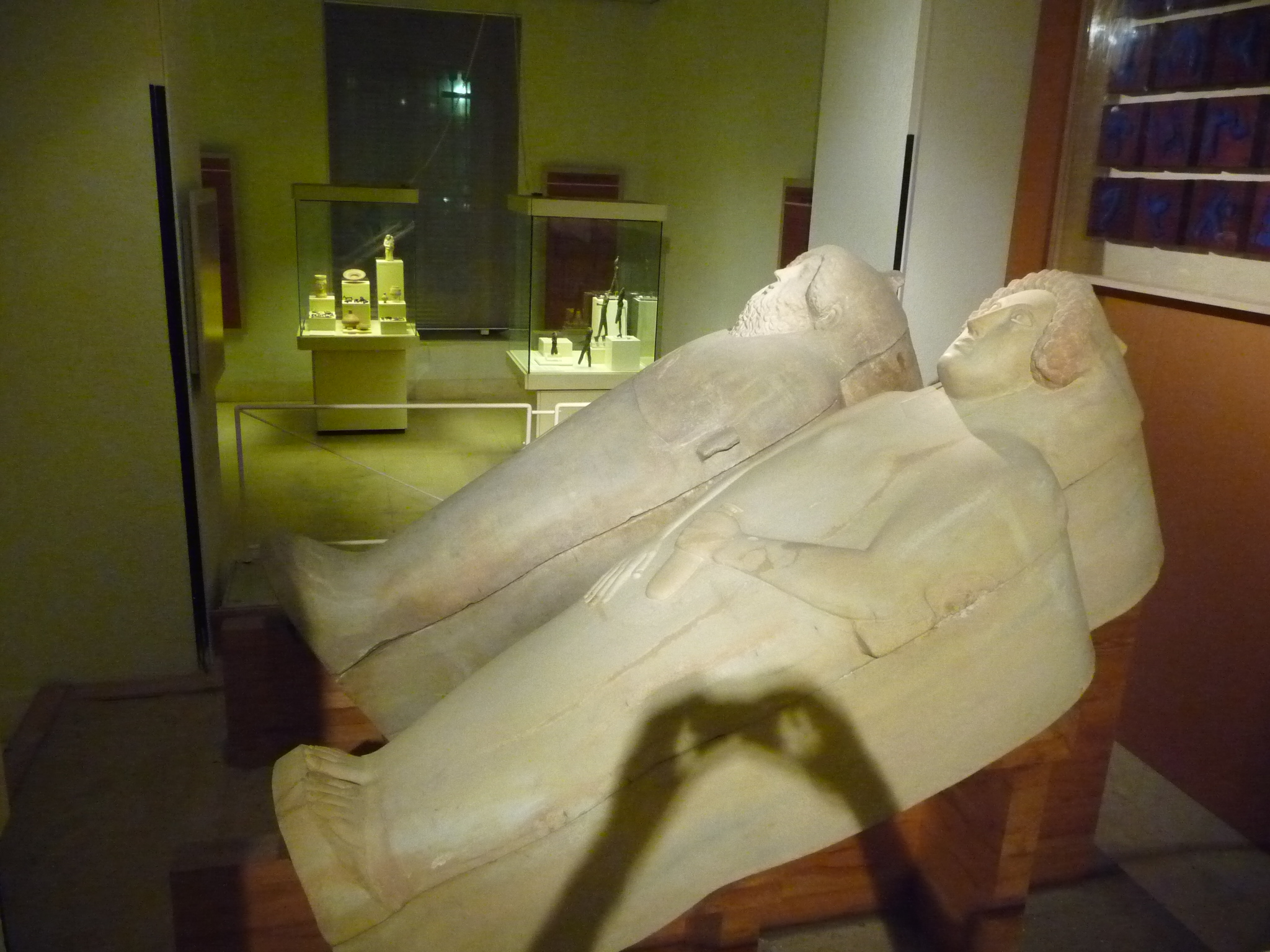
Die Sarkophage
Gadir

## Entdeckungsgeschichte
1887 wurde in der Nekropole Punta de la Vaca der anthropoide Sarkophag des bärtigen Mannes gefunden, bis dahin die beste Darbietung der phönizischen Präsenz auf spanischem Boden. Der Entdecker der Dame, der Archäologe Pelayo Quintero Atauri (1867–1946), wurde zum Direktor des Museo de Bellas Artes de Cádiz (heute Museo de Cádiz) ernannt. Nach seiner Theorie musste es, wenn ein männlicher Sarkophag gefunden wurde, auch einen weiblichen geben. Er widmete einen Großteil seines Lebens der Suche danach und starb, ohne ihn zu finden. Überraschenderweise fand sich 1980 ein weiterer Sarkophag, die Dame von Cádiz, im Zuge von Arbeiten zur Grundsteinlegung für einen Neubau am alten Haus von Quintero Atauri. Ramón Corzo Sánchez, zwischen 1978 und 1987 Direktor des Museums von Cádiz, übernahm den Sarkophag, füllte ihn mit Sand, um die Reste zu erhalten, und überführte ihn ins Museum. Der Archäologe und spätere Direktor des Museums, Antonio Álvarez, war für die Restaurierung verantwortlich.